# Synagogue d'Eisenach (1885-1938)

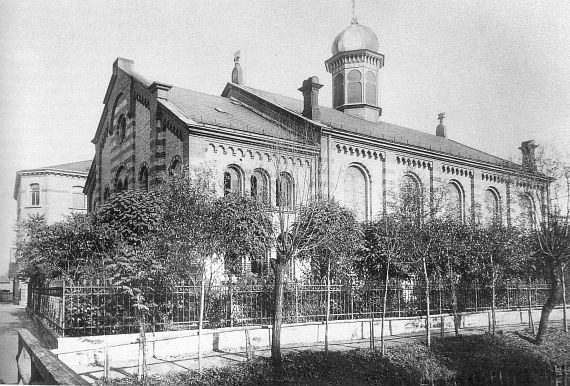
La synagogue d'Eisenach

La synagogue d'Eisenach inaugurée en 1885, a été détruite en 1938 lors de la nuit de Cristal comme la plupart des autres lieux de culte juif en Allemagne.
Eisenach est une ville allemande du Land de Thuringe, à 90 km au sud-est de Cassel et à 65 km à l'ouest d'Erfurt. Elle compte actuellement près de 43 000 habitants.

## Histoire de la communauté juive

### Le Moyen Âge
Une communauté juive existe à Eisenach depuis le Moyen Âge. Elle remonte certainement à la fin du XIIe siècle quand le Landgraf Herman I (1190-1217) désireux de promouvoir l'activité économique de la ville, fait appel aux Juifs afin qu'ils construisent leurs maisons à proximité du marché. Les Juifs s'établissent alors dans la Judengasse (ruelle des Juifs), actuellement la  Karlstraße, qui devient la meilleure rue de la ville. Le premier Juif identifié est probablement en 1235, Jechiel ben Jakob, l'auteur de poésies synagogales.
En 1283, une charte est établie pour les Juifs résidant en ville. En 1343, un des côtés de la Judengasse est détruit par le feu. Lors de la peste noire en 1348-1349, les Juifs d'Eisenach ne sont pas épargnés: ils sont massacrés ou expulsés, et il n'y a après plus aucun Juif dans la ville. Mais dès la seconde partie du XIVe siècle et pour seulement quelques décennies, les Juifs se réinstallent en ville. En 1411 les Juifs sont expulsés d'Eisenach et des autres villes de Thuringe. En 1510, les juifs sont autorisés à exercer certains commerces en ville, mais n'ont pas l'autorisation de s'y établir.

### L'époque moderne
Ce n'est qu'en 1804, que le Juif de cour Michael Rothschild obtient l'autorisation de s'installer à Eisenach. Il est suivi dans les années 1820 par d'autres familles juives provenant de communautés rurales avoisinantes.
Au début des années 1860, une petite communauté juive est créée à Eisenach, qui en 1864 compte 72 personnes. Jacob Heidungsfeld en est le premier enseignant et hazzan (chantre), poste qu'il occupera jusqu'à sa mort en 1897. L'école religieuse juive est inaugurée en 1865, et en 1868, un Mikvé (bain rituel) ouvre dans le complexe de l'établissement de bains Doberman au 5 Clemensstraße. La population juive augmente rapidement due à l'afflux de familles provenant des villages juifs alentour (Lengsfeld, Gehaus, Herleshausen, Nesselröden, Geisa et autres lieux). En 1877, Eisenach compte déjà 287 Juifs.
La structure professionnelle des chefs de famille juive est très large, avec un fort pourcentage dans le commerce (commerce de bétail, de matériel agricole, de tissu, fourrure, cuir, laine, chapellerie, du bois).  En 1877, il y a deux avocats juifs, un médecin, un éditeur, un agent d'assurance, deux banquiers. Dans les années qui suivent certains commerces vont prospérer   et employer plusieurs dizaines de salariés, comme les établissements Löwenstein pour la mode féminine et Dreyfus pour la mode masculine. Ils créent aussi des entreprises industrielles, comme l'usine de tambours Weinstein.
Le nombre d'habitants juifs d'Eisenach atteint son maximum en 1904 avec 430 personnes. Dès 1906, ils ne sont plus que 386. Pendant la Première Guerre mondiale, 23 soldats juifs d'Eisenach sont tués au combat et beaucoup de vétérans reviennent avec médailles et citations.
Déjà sous la République de Weimar, la communauté juive doit faire face à une montée de l'antisémitisme.  En 1920 et de nouveau en 1924, les vitrines et les enseignes de plusieurs commerçants juifs sont barbouillées de peinture rouge. En 1923 et en 1925, les carreaux de la synagogue sont brisés.
Dans les années 1920, le rabbin régional est le Dr Wiesen et l'enseignant J. Victor. En 1924-1925, ce dernier enseigne l'éducation religieuse à 60 enfants juifs. La communauté dispose de plusieurs associations de charité comme la Chewra Kadischa (Société du dernier devoir), et le Israelitischer Frauenverein (Association des femmes juives).

### Sous le nazisme
Après l'arrivée au pouvoir des nazis en 1933, les Juifs d'Eisenach, comme tous les Juifs à travers le Reich allemand, en plus d'être l'objet de brimades, sont spoliés de leurs entreprises et éliminés de la vie publique et économique. De nombreuses familles juives quittent Eisenach, soit émigrent principalement aux États-Unis, soit se réfugient dans de grandes villes allemandes.
Lors de la nuit de Cristal, du 9 au 10 novembre 1938, la synagogue est incendiée et tous les magasins et de nombreuses maisons détenus par des Juifs sont pillés; Le cimetière juif est vandalisé. En septembre 1941, les 145 Juifs encore présents à Eisenach sont arrêtés et entassés dans la maison située 48 Goethestraße et dans quelques autres avoisinantes. Le 9 mai 1942 un premier train emporte la majorité des Juifs vers le camp d'extermination de Belzec. Il n'y aura aucun survivant. En septembre 1942, les personnes âgées de plus de 65 ans et les décorés de la Première Guerre mondiale sont à leur tour déportés vers le camp de concentration de Theresienstadt. Il ne reste alors à Eisenach que trois familles juives qui à leur tour seront déportées dans les mois suivants. Très peu de déportés survivront.
Le mémorial de Yad Vashem de Jérusalem et le Gedenkbuch - Opfer der Verfolgung der Juden unter der nationalsozialistischen Gewaltherrschaft in Deutschland 1933-1945 (Livre commémoratif – Victimes des persécutions des Juifs sous la dictature nazie en Allemagne 1933-1945) répertorient 214 habitants nés, ou ayant vécu longtemps à Eisenach parmi les victimes juives du nazisme.  

## Histoire de la synagogue

### Le Moyen Âge
Une synagogue existe au Moyen Âge. Elle est très probablement située dans la Judengasse sur le terrain du 23 Karlstraße, et s'y trouvait encore au XIXe siècle.
Il est aussi probable qu'une autre synagogue se trouvait à partir du milieu du XIVe siècle dans la Löbersgasse.

### L'époque moderne
Dans la première moitié du XIXe siècle, les offices se déroulent dans les maisons privées de familles juives, principalement chez Herz Kayser dans la Georgenstraße.
Après la fondation de la communauté juive, un oratoire est inauguré le 30 septembre 1864. Cet oratoire est situé dans l'arrière-bâtiment de la maison du 19 Jacobsplan, qui a été acheté par la communauté juive. La communauté grandissant, cet oratoire devient quelques années plus tard trop petit et les jours de Fêtes, les offices sont célébrés à l'auberge Zum Löwen située dans la Marienstraße. En 1882, pour des raisons de sécurité, l'administration grand-ducale limite à 100 le nombre de fidèles pouvant assister aux offices dans l'oratoire de la Jacobsplan.  
La communauté juive va rechercher en 1883 un emplacement approprié pour construire une nouvelle synagogue, et malgré quelques difficultés rencontrées, principalement venant du voisinage, elle peut le 10 avril 1884 déposer la première pierre. L'inauguration officielle de la synagogue a lieu le 8 janvier 1885. Le bâtiment de la synagogue comprend aussi des salles de réunion ainsi que des salles de classe pour l'éducation religieuse des enfants.  La synagogue est équipée d'un orgue et les offices sont enrichis par un chœur.
Le correspondant local de la revue Der Israelit décrit en détail l'inauguration:
« L'inauguration solennelle de la synagogue a eu lieu à 11h30. Après que les membres de la communauté et les nombreux invités de notre ville et des environs eurent pris place dans la synagogue joliment décorée et parée d'un charmant vert pour honorer le jour, les hommes dans la nef et les femmes dans les galeries, les festivités ont commencé à l'extérieur avec la remise des clés par M.. Fischer, en tant que suppléant du malheureux architecte M.. Hermann Hahn malade, en prononçant les mots adaptés.

Le responsable du culte, Backhauß, avec remerciement et en demandant que cette maison de Dieu puisse être recommandée à la protection de la ville, a ouvert la porte principale.  Avec le chant du psaume "Béni soit celui qui vient au nom de l’Éternel!", le cortège pénétra sous le porche, avec en tête les enfants avec des bâtons décorés, puis d'autres chants se firent entendre provenant de l'intérieur du temple.  Les quatre rouleaux de Torah décorés sont alors amenés, suivis du grand-rabbin du grand-duché Dr Salzer, du directeur du district von Beust, du conseiller privé Roese, du maire Peffer, des membres du conseil municipal et des représentants des églises et enfin des responsables du culte israélite. Les rouleaux de Torah sont déposés sur l'autel et l'officiant entame la prière " Qu’elles sont belles, tes tentes  "  accompagnée de chants pour l'installation des rouleaux de Torah dans l'Arche Sainte. Cet acte solennel de consécration effectué par le grand-rabbin a fait sur toutes les personnes présentes une impression très exaltante. Des mots de grâce et d'intercession, choisis de façon très appropriés, soulignèrent l'importance de l'édification de cette maison de Dieu dans notre ville. 

Après la prière rituelle pour la maison grand-ducale et pour la patrie récitée par le grand-rabbin régional, est entonné le chant  Sammelt euch, o Brüder (Rassemblez-vous, oh mes frères), suivi du sermon du grand-rabbin basé sur l'introduction du Psaume 145-18: "L’Éternel est près de tous ceux qui l’invoquent, de tous ceux qui l’invoquent avec sincérité".  Nous devons admettre que le sermon de consécration prononcé par M.. le Dr Salzer fut excellent, profondément religieux, d'une véritable humanité et rempli d'exigence sur la dévotion religieuse. Le prédicateur a décrit l'importance et la valeur de la maison de Dieu d'une façon si convaincante que tout l'auditoire l'a écouté avec une attention soutenue. Il fut demandé si le Dr Salzer pourrait nous faire la faveur de publier son sermon.
 
Avec le chant "Les Cieux racontent la gloire de Dieu ", le grand-rabbin dit une prière de clôture très inspirée dans laquelle il demanda à Dieu de remercier et de recommander à la grâce divine la maison grand-ducale, l'empereur et l'empire, la patrie et son gouvernement, notre ville, ses dirigeants et ses habitants, la communauté israélite et ses représentants, l'architecte et son personnel, tous inclus sans distinction de croyance. Un triple Amen termina la prière et la cérémonie, qui a très impressionnée les assistants. Les chœurs et même les solos ont été très bien entendus, ce qui démontre que la synagogue est très bien construite acoustiquement.  »

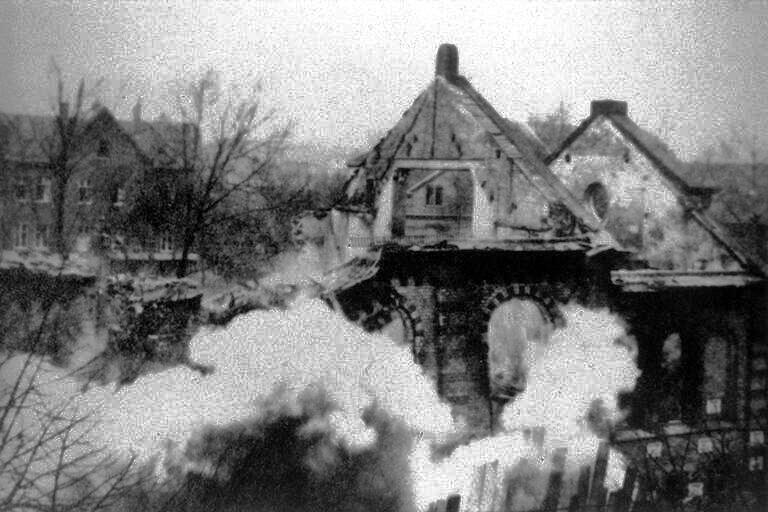
Synagogue d'Eisenach en train de brûler le 10 novembre 1938- (Photo: Eisenach Stadt-Archive)

### Sous la République de Weimar et le nazisme
En 1923 et 1925, les fenêtres de la synagogue sont brisées. En 1933, la synagogue subit une tentative de destruction de la part des antisémites. La revue Der Israelit rapporte l'évènement: 
« Il y a quelque nuit, trois hommes se trouvaient dans le jardin de la synagogue pour observer et préparer quelque chose. Ils se sont enfuis à l'approche de la police qui a trouvé sur place des boites en fer blanc avec des explosifs munis de cordeau détonant. Selon la police, ils prévoyaient une attaque contre la synagogue. Le procureur général a promis une récompense de 300 marks pour ceux qui permettraient la capture des auteurs de cette tentative d'attentat. »
Lors de la nuit de Cristal, dès 22h30 le 9 novembre 1938, la synagogue est incendiée. Auparavant des membres des Jeunesses hitlériennes et de la SA ont pénétré à l'intérieur de la synagogue, pillé les objets de culte et démoli le mobilier. Quelque temps plus tard, les ruines de la synagogue sont déblayées et le terrain devient possession de la ville.    

### Les rabbins
De 1846 à 1876, et de nouveau après 1912, Eisenach est le siège du rabbinat régional du Grand-duché de Saxe-Weimar-Eisenach, situé jusqu'alors à Stadtlengsfeld, qui regroupe les communautés de Apolda, Aschenhausen, Eisenach, Gehaus, Geisa, Iéna, Ilmenau, Stadtlengsfeld, Vacha et Weimar. En 1846, le rabbin Dr Mendel Heß, déménage donc de Stadtlengsfeld pour s'installer à Eisenach, mais son successeur Dr Theodor Kroner, va de nouveau s'installer à Stadtlengsfeld en 1876.
Dr Josef Wiesen est le dernier rabbin d'Eisenach. Né en 1866 à Ittebe en Hongrie, il étudie au séminaire israélite de Cassel, puis à partir de 1887, il suit des cours aux universités de Marbourg, de Berlin et d'Erlangen. En 1892, il est nommé grand-rabbin de Bohême et en 1897 rabbin de Bzenec en Moravie-du-Sud, (actuellement en République tchèque). À partir de 1898, il est grand-rabbin de Stadtlengsfeld, et depuis 1911-1912 d'Eisenach, poste qu'il occupe jusqu'à sa retraite en 1930. Après celle-ci, il continue à s'intéresser aux Juifs de Thuringe. Il est arrêté en 1942 à Leipzig et déporté au camp de concentration de Theresienstadt où il décède en novembre de la même année.   

### Architecture
La synagogue sise au 26 Wörthstraße (actuellement Karl-Marx-Straße), est située au milieu  d'un petit jardin planté d'arbres, entouré de grilles métalliques. Le corps principal du bâtiment où se situe la salle de prière, est précédé d'un avant-corps de hauteur légèrement inférieure, comprenant le vestibule et les salles de réunion et de cours. Les deux corps sont couverts d'un toit à deux versants de même angle. La salle de prière est éclairée de chaque côté par cinq grandes fenêtres à arc plein-cintre, équipées de vitraux, situées entre deux lésènes formées de briques de deux couleurs différentes, reliées entre elles par de petites arcatures formant une frise et par un lanternon octogonal surmonté d'un dôme en bulbe.
L'avant-corps est divisé en deux niveaux; la façade possède au rez-de-chaussée la porte d'entrée centrée, entourée de chaque côté par deux petites fenêtres à arc plein-cintre, et au niveau du premier étage six fenêtres toutes à arc plein-cintre. Le fronton triangulaire est percé en son centre d'une baie circulaire servant d'œil-de-bœuf. La façade est agrémentée de bandes verticales de briques de deux couleurs différentes coupant la façade en plusieurs sections verticales. Sur les deux côtés latéraux, deux rangées de trois fenêtres à arc plein-cintre, situées entre deux lésènes avec au sommet des arcatures.
Trois étoiles de David permettent d'identifier une synagogue. Elles sont fixées au sommet du dôme et sur deux piédestaux à l'avant et à l'arrière du toit principal.

## Commémoration

### Monument et plaques commémoratives
Après 1945, l'emplacement de la synagogue est restitué à la communauté juive d'Eisenach temporairement existante, puis dans les années 1950-1951 à l'Association des communautés juives du Land de Thuringe.
Le 21 septembre 1947, un monument commémoratif est inauguré à l'emplacement de la synagogue en présence de personnalités importantes de la ville et du Land. Dans les décennies suivantes, le terrain où se trouvait la synagogue est laissé à l'abandon, et ne sera de nouveau entretenu régulièrement qu'à partir des années 1980. En 1998, les plaques anciennes du mémorial sont remplacées par de nouvelles et les anciennes conservées aux archives de la ville. 

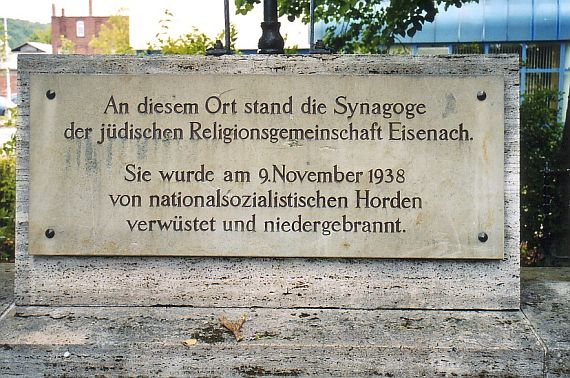
Plaque commémorative à l'emplacement de la synagogue

Sur la nouvelle plaque, on peut lire: « À cet emplacement se trouvait la synagogue de la communauté religieuse juive d'Eisenach. Elle a été dévastée et réduite en cendre par les hordes nazies ».
Une nouvelle plaque est ajoutée, commémorant les Juifs d'Eisenach déportés en 1942. L'emplacement de la synagogue est marqué par des plaques blanches encastrées dans le sol.
Une autre plaque commémorative est apposée à la gare d'Eisenach, d'où ont été déportés les Juifs de la ville. Cette plaque indique: « A la mémoire du calvaire des citoyennes et des citoyens juifs de la ville d'Eisenach, dont la déportation dans les camps d'extermination nazis a débuté ici- La ville d'Eisenach ».

### Stolpersteine
Les Stolpersteine (pierres qui font trébucher) sont des pavés insérés dans la chaussée devant la dernière habitation connue d'une victime du nazisme, sur lesquels est fixée une plaque de cuivre indiquant le nom, la date de naissance et la date de décès, si elle est connue, de la personne. Ces pierres du souvenir ont été développées par l'artiste de Cologne, Gunter Demnig, qui a reçu pour ce projet le Verdiensorden (ordre du mérite) de la République fédérale d'Allemagne. Plus de 400 villes en Allemagne, mais aussi des villes en Autriche, Belgique et Hongrie, ont procédé à l'installation de Stolpersteine, certaines villes non seulement pour les Juifs assassinés, mais aussi pour les autres victimes du nazisme, les Tsiganes, les homosexuels, les communistes et les résistants.
Les premiers Stolpersteine sont posés à Eisenach en août  2009. Cette date a fait l'objet d'âpres discussions entre le maire et les organisateurs, comme le rapporte le journal Thüringische Landeszeitung : 
« Dès que les premiers Stolpersteine ont été posés, le maire d'Eisenach a voulu qu'il en soit de même ici dans la Wartburgstadt. Mais l'artiste Gunter Demnig de Cologne…a une quantité incroyable de choses à faire, et il ne peut venir que le 10 août, quand le maire ne se trouve pas en ville…ou l'année prochaine. Or les protagonistes du projet autour de Roland Kabisch d'Eisenach et du Bündnis gegen Rechtsextremismus (Union contre l'extrême droite) considèrent qu'il est important que cette action ai lieu dans les vingt ans suivant la révolution pacifique. Et donc elle aura lieu sans ou avec le maire s'il décide de changer ses priorités.

Le 10 août, Gunter Demnig va poser des Stolpersteine non seulement à Eisenach, mais aussi à  Heiligenstadt, Eschwege et Bad Langensalza. À Eisenach treize pierres seront encastrées dans le trottoir devant la maison située 53 Karlstraße…. D'autres pierres sont prévues pour plus tard…

Les recherches sur les victimes du nazisme sont effectuées par les Archives de la ville d'Eisenach. Chaque pierre a un parrain qui participe pour 90 euros au frais de pose. D'après Christiane Leischner de l'Union contre l'extrême droite, il y a déjà plusieurs nouvelles demandes de parrainage. »
La date du 10 août est retenue pour la pose des Stolperstein par Gunter Demnig en présence du maire: 
« "Pour moi, six millions de Juifs assassinés, ce n'est pas une chose abstraite"  avoue Gunter Demnig devant un groupe d'une centaine d'habitants d'Eisenach intéressés et engagés. Il a posé les quatre premières pierres de son projet Stolpersteine dans la  Wartburgstadt devant le numéro 53 de la Karlstraße. "L'idée m'est venue en 1993." raconte Demnig, en chemise de travail retroussée, "Récemment ont été posées 20 000 de ces pierres à Hambourg. Eisenach est la 453e ou 454e ville d'Allemagne où ont été posées ces pierres"….

Marina Demagin joua au violon, à la mémoire de la famille Kuh, une œuvre juive mais également un classique de Johann Sebastian Bach, car comme Thekla Bernecker expliqua "La famille Kuh était non seulement une famille juive, mais aussi une famille allemande". »
En mai 2010, onze nouvelles Stolpersteine sont posées à Eisenach et le 20 juin 2011, encore 24 nouveaux Stolpersteine.